# サーモカルスト

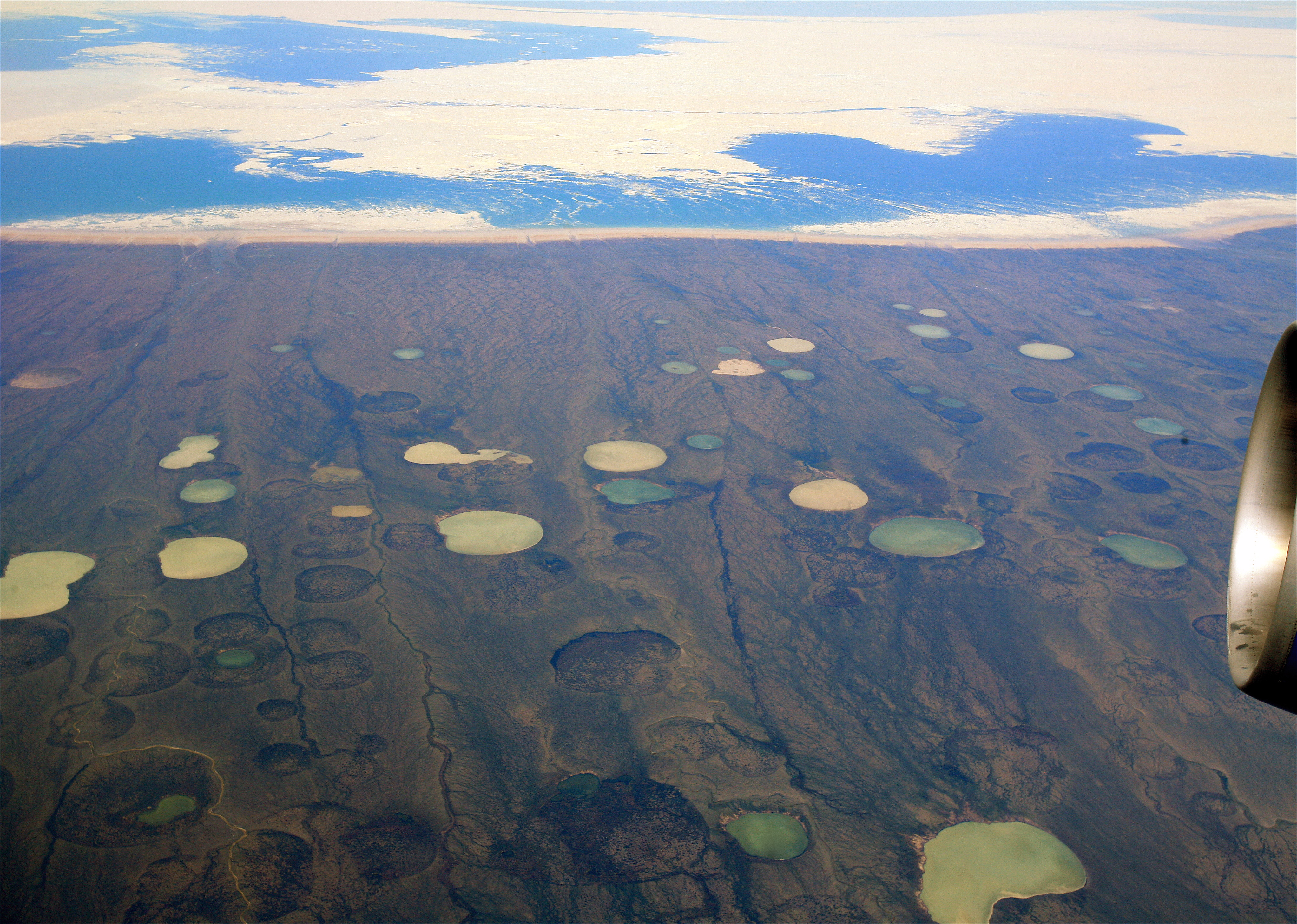
カナダのハドソン湾付近にある永久凍土の融解池（2008年）

サーモカルスト (Thermokarst) とは、シベリアなどの凍土地帯で、地表付近が融解、凍結を繰り返して造られる凹凸のある地形のこと。カルスト台地に似ていることから名付けられた（カルスト台地の成因は、石灰岩という地質的な要因であり異なる）。近年、地球温暖化が進み、高緯度地域に急速に広がりつつあるといわれている。水が溜まったものをサーモカルスト湖と呼ぶ。